# 1925 en football
Cet article présente les faits marquants de l'année 1925 en football.

## Janvier
- 1er janvier : fondation du club allemand du SpVgg Unterhaching.
- 11 janvier : le SC Corinthians est champion de l'État de Sao Paulo.

## Mars
- 22 mars : à Turin, l'équipe d'Italie bat 7-0 l'équipe de France.

## Avril
- Huddersfield Town FC est  champion d’Angleterre.
- Rangers est champion d’Écosse.
- 11 avril : Celtic remporte la Coupe d’Écosse face à Dundee FC, 2-1.
- 19 avril : au Stade Pershing de Paris, l'équipe d'Autriche bat 4-0 l'équipe de France.
- 25 avril : Sheffield United remporte la Coupe d’Angleterre face à Cardiff City FC, 1-0

## Mai
- 1er mai : fondation du club français des Chamois niortais et du club équatorien Barcelona Sporting Club.
- 10 mai : le CASG Paris remporte la Coupe de France face au FC Rouen, 3-2.
- 10 mai : le FC Barcelone remporte sa sixième Coupe d'Espagne face à l'Arenas Club de Guecho, 2-0.
- 11 mai : fondation du club tunisien de l'Étoile sportive du Sahel.
- Beerschot est champion de Belgique.
- 21 mai : au Stade olympique Yves-du-Manoir de Colombes, l'équipe d'Angleterre bat 3-2 l'équipe de France.

## Juin
- 7 juin : 1.FC Nuremberg est champion d’Allemagne.
- 7 juin : le Servette de Genève est champion de Suisse.

## Août
- 23 août : Bologne FC 1909 est champion d’Italie.

## Novembre
- 8 novembre : le AA Sao Bento est champion de l'État de Sao Paulo.
- 22 novembre : CR Flamengo est champion de l'État de Rio de Janeiro.

## Naissances
Plus d'informations : Liste d'acteurs du football nés en 1925.
- 3 mai : Robert Jonquet, footballeur français († 2008).
- 16 mai : Nílton Santos, footballeur brésilien.
- 28 juillet : Juan Alberto Schiaffino, footballeur uruguayen († 2002).
- 29 novembre : Ernst Happel, footballeur puis entraîneur autrichien.

## Décès
- 25 juin : décès à 36 ans de Mario Nevi, joueur italien.
- 13 novembre : décès à 73 ans d'Eduardo María Schilling Monfort, footballeur allemand qui joue le premier match de l'histoire du FC Barcelone.